# Coupe de la Ligue anglaise de football 2018-2019
Navigation
Édition précédente Édition suivante
La Coupe de la Ligue anglaise 2018-2019 est la 58e édition de la compétition. C'est une coupe à élimination directe qui se joue entre les 20 équipes de Premier League et les 72 équipes de l'English Football League. Le vainqueur est automatiquement qualifié pour la Ligue Europa 2019-2020.
Les équipes reléguées de Premier League durant la saison 2017-2018 commencent la compétition à partir du deuxième tour, tout comme les équipes de Premier League ne participant pas à une compétition européenne (Ligue des champions ou Ligue Europa). De leur côté, les équipes amenées à jouer en Europe jouent leur premier match au troisième tour.
Le premier tour commence le 13 août 2018 et la finale se dispute le 24 février 2019, à Wembley. La dernière édition a vu Manchester City remporter son 5e titre contre Arsenal 3-0.
Manchester City conserve son titre en battant en finale Chelsea (0-0 après prolongation, 4-3 en séance de tirs au but).

## Clubs participants
En tout, 92 clubs (Premier League, Championship, League One et League Two) participent à cette édition.

### Distribution
La coupe est organisée de telle façon qu'il ne reste que 32 clubs au 3e tour. 70 des 72 clubs de l'English Football League (niveaux 2 à 4) entrent en lice au 1er tour. Au 2e tour, les 13 clubs de Premier League non engagés dans des compétitions européennes, ainsi que les deux clubs de Championship les mieux classés lors de la saison précédente entrent en lice. Au 3e tour, les clubs de Premier League restant font leurs débuts dans la compétition.

## Changements de règlement
Pour cette édition, il est décidé qu'un match nul après 90 minutes donne directement lieu à des tirs au but (sans prolongations), sur le format « ABAB » et non plus « ABBA », comme cela avait été testé lors de l'édition précédente. Aussi, l’assistance vidéo (VAR) peut être utilisée dans les stades des équipes de Premier League.

## Résultats

### Premier tour
| 14 août 2018 | Blackpool (3)                                    | 3 - 1   | Barnsley (3) |                                                                         |                                                                         |
|              | Nottingham 50e · Pritchard 56e · Gnanduillet 80e | (0 - 1) | Moncur 19e   | Bloomfield Road, Blackpool Spectateurs : 1 937 Arbitrage : Mark Heywood | Bloomfield Road, Blackpool Spectateurs : 1 937 Arbitrage : Mark Heywood |
|              | Rapport                                          |         |              | Bloomfield Road, Blackpool Spectateurs : 1 937 Arbitrage : Mark Heywood | Bloomfield Road, Blackpool Spectateurs : 1 937 Arbitrage : Mark Heywood |

|  | Carlisle United (4) | 1 - 5   | Blackburn Rovers (2)                        |                                                                   |                                                                   |
|  | Hope 22e            | (1 - 4) | Armstrong 2e 54e · Dack 6e 34e · Palmer 40e | Brunton Park, Carlisle Spectateurs : 3 156 Arbitrage : Ross Joyce | Brunton Park, Carlisle Spectateurs : 3 156 Arbitrage : Ross Joyce |
|  | Rapport             |         |                                             | Brunton Park, Carlisle Spectateurs : 3 156 Arbitrage : Ross Joyce | Brunton Park, Carlisle Spectateurs : 3 156 Arbitrage : Ross Joyce |

|                                            | Crewe Alexandra (4) | 1 - 1 3 - 4 t. a. b.                    | Fleetwood Town (3) |                                                                  |                                                                  |
|                                            | Wintle 32e          | (1 - 0)                                 | Holt 52e           | Gresty Road, Crewe Spectateurs : 1 783 Arbitrage : Trevor Kettle | Gresty Road, Crewe Spectateurs : 1 783 Arbitrage : Trevor Kettle |
|                                            | Rapport             |                                         |                    | Gresty Road, Crewe Spectateurs : 1 783 Arbitrage : Trevor Kettle | Gresty Road, Crewe Spectateurs : 1 783 Arbitrage : Trevor Kettle |
| Jones · Nicholls · Reilly · Pickering · Ng | Tirs au but 3 - 4   | Madden · Long · Holt · Biggins · Hunter |                    | Gresty Road, Crewe Spectateurs : 1 783 Arbitrage : Trevor Kettle | Gresty Road, Crewe Spectateurs : 1 783 Arbitrage : Trevor Kettle |

|  | Grimsby Town (4) | 0 - 2   | Rochdale (3)     |                                                                       |                                                                       |
|  |                  | (0 - 1) | Rathbone 39e 79e | Blundell Park, Grimsby Spectateurs : 1 781 Arbitrage : Darren England | Blundell Park, Grimsby Spectateurs : 1 781 Arbitrage : Darren England |
|  | Rapport          |         |                  | Blundell Park, Grimsby Spectateurs : 1 781 Arbitrage : Darren England | Blundell Park, Grimsby Spectateurs : 1 781 Arbitrage : Darren England |

|  | Leeds United (2)       | 2 - 1   | Bolton Wanderers (2) |                                                                 |                                                                 |
|  | Bamford 27e · Sáiz 35e | (2 - 0) | Oztumer 52e          | Elland Road, Leeds Spectateurs : 19 617 Arbitrage : Andy Haines | Elland Road, Leeds Spectateurs : 19 617 Arbitrage : Andy Haines |
|  | Rapport                |         |                      | Elland Road, Leeds Spectateurs : 19 617 Arbitrage : Andy Haines | Elland Road, Leeds Spectateurs : 19 617 Arbitrage : Andy Haines |

|                                               | Macclesfield Town (4) | 1 - 1 4 - 2 t. a. b.             | Bradford City (3) |                                                                               |                                                                               |
|                                               | Kelleher 60e          | (0 - 0)                          | Colville 62e      | Moss Rose Ground, Macclesfield Spectateurs : 1 422 Arbitrage : Jeremy Simpson | Moss Rose Ground, Macclesfield Spectateurs : 1 422 Arbitrage : Jeremy Simpson |
|                                               | Rapport               |                                  |                   | Moss Rose Ground, Macclesfield Spectateurs : 1 422 Arbitrage : Jeremy Simpson | Moss Rose Ground, Macclesfield Spectateurs : 1 422 Arbitrage : Jeremy Simpson |
| Whitaker · Smith · Fitzpatrick · Rose · Marsh | Tirs au but 4 - 2     | O'Connor · Akpan · Riley · Payne |                   | Moss Rose Ground, Macclesfield Spectateurs : 1 422 Arbitrage : Jeremy Simpson | Moss Rose Ground, Macclesfield Spectateurs : 1 422 Arbitrage : Jeremy Simpson |

|  | Mansfield Town (4)                                                       | 6 - 1   | Accrington Stanley (3) |                                                                             |                                                                             |
|  | Walker 9e (pen.) 13e (pen.) 45+2e · Khan 16e · Rose 66e · Hamilton 90+4e | (4 - 1) | Finley 6e              | Field Mill, Mansfield Spectateurs : 1 565 Arbitrage : Sebastian Stockbridge | Field Mill, Mansfield Spectateurs : 1 565 Arbitrage : Sebastian Stockbridge |
|  | Rapport                                                                  |         |                        | Field Mill, Mansfield Spectateurs : 1 565 Arbitrage : Sebastian Stockbridge | Field Mill, Mansfield Spectateurs : 1 565 Arbitrage : Sebastian Stockbridge |

|                                          | Middlesbrough (2)                 | 3 - 3 4 - 3 t. a. b.                              | Notts County (4)             |                                                                                    |                                                                                    |
|                                          | Fletcher 27e 74e · Mahmutovic 44e | (2 - 2)                                           | Crawford 20e · Stead 34e 63e | Riverside Stadium, Middlesbrough Spectateurs : 9 942 Arbitrage : Anthony Backhouse | Riverside Stadium, Middlesbrough Spectateurs : 9 942 Arbitrage : Anthony Backhouse |
|                                          | Rapport                           |                                                   |                              | Riverside Stadium, Middlesbrough Spectateurs : 9 942 Arbitrage : Anthony Backhouse | Riverside Stadium, Middlesbrough Spectateurs : 9 942 Arbitrage : Anthony Backhouse |
| Leadbitter · McNair · Walker · Tavernier | Tirs au but 4 - 3                 | Stead · Alessandra · Hawkridge · Patching · Jones |                              | Riverside Stadium, Middlesbrough Spectateurs : 9 942 Arbitrage : Anthony Backhouse | Riverside Stadium, Middlesbrough Spectateurs : 9 942 Arbitrage : Anthony Backhouse |

|                                                                                                 | Nottingham Forest (2) | 1 - 1 10 - 9 t. a. b.                                                                                  | Bury (4)     |                                                                      |                                                                      |
|                                                                                                 | Cash 90+3e            | (0 - 1)                                                                                                | O'Connell 2e | City Ground, Nottingham Spectateurs : 8 172 Arbitrage : Scott Duncan | City Ground, Nottingham Spectateurs : 8 172 Arbitrage : Scott Duncan |
|                                                                                                 | Rapport               | |              | City Ground, Nottingham Spectateurs : 8 172 Arbitrage : Scott Duncan | City Ground, Nottingham Spectateurs : 8 172 Arbitrage : Scott Duncan |
| Lolley · Osborn · Dawson · Murphy · Watson · Cash · Hefele · Robinson · Byram · Steele · Lolley | Tirs au but 10 - 9    | O'Connell · O'Shea · Bunn · Omotayo · Stokes · Miller · Moore · Thompson · Dawson · Murphy · O'Connell |              | City Ground, Nottingham Spectateurs : 8 172 Arbitrage : Scott Duncan | City Ground, Nottingham Spectateurs : 8 172 Arbitrage : Scott Duncan |

|  | Oldham Athletic (4) | 0 - 2   | Derby County (2)       |                                                                   |                                                                   |
|  |                     | (0 - 1) | Tomori 36e · Mount 70e | Boundary Park, Oldham Spectateurs : 3 376 Arbitrage : Darren Bond | Boundary Park, Oldham Spectateurs : 3 376 Arbitrage : Darren Bond |
|  | Rapport             |         |                        | Boundary Park, Oldham Spectateurs : 3 376 Arbitrage : Darren Bond | Boundary Park, Oldham Spectateurs : 3 376 Arbitrage : Darren Bond |

|  | Port Vale (4) | 0 - 4   | Lincoln City (4)                                           |                                                                        |                                                                        |
|  |               | (0 - 1) | Shackell 5e · Green 48e (pen.) · O'Connor 80e · Akinde 82e | Vale Park, Stoke-on-Trent Spectateurs : 2 440 Arbitrage : Robert Lewis | Vale Park, Stoke-on-Trent Spectateurs : 2 440 Arbitrage : Robert Lewis |
|  | Rapport       |         |                                                            | Vale Park, Stoke-on-Trent Spectateurs : 2 440 Arbitrage : Robert Lewis | Vale Park, Stoke-on-Trent Spectateurs : 2 440 Arbitrage : Robert Lewis |

|  | Preston North End (2)              | 3 - 1   | Morecambe (4)    |                                                             |                                                             |
|  | Barker 14e · Moult 33e · Burke 58e | (2 - 1) | Mandeville 45+2e | Deepdale, Preston Spectateurs : 6 077 Arbitrage : Tom Nield | Deepdale, Preston Spectateurs : 6 077 Arbitrage : Tom Nield |
|  | Rapport                            |         |                  | Deepdale, Preston Spectateurs : 6 077 Arbitrage : Tom Nield | Deepdale, Preston Spectateurs : 6 077 Arbitrage : Tom Nield |

|  | Rotherham United (2)        | 3 - 1   | Wigan Athletic (2) |                                                                          |                                                                          |
|  | Proctor 37e 64e · Ajayi 42e | (2 - 0) | Vaughan 74e        | New York Stadium, Rotherham Spectateurs : 3 017 Arbitrage : Peter Bankes | New York Stadium, Rotherham Spectateurs : 3 017 Arbitrage : Peter Bankes |
|  | Rapport                     |         |                    | New York Stadium, Rotherham Spectateurs : 3 017 Arbitrage : Peter Bankes | New York Stadium, Rotherham Spectateurs : 3 017 Arbitrage : Peter Bankes |

|  | Scunthorpe United (3) | 1 - 2   | Doncaster Rovers (3)   |                                                                            |                                                                            |
|  | Humphrys 90+2e        | (0 - 1) | Wilks 36e · Andrew 56e | Glanford Park, Scunthorpe Spectateurs : 3 272 Arbitrage : Geoff Eltringham | Glanford Park, Scunthorpe Spectateurs : 3 272 Arbitrage : Geoff Eltringham |
|  | Rapport               |         |                        | Glanford Park, Scunthorpe Spectateurs : 3 272 Arbitrage : Geoff Eltringham | Glanford Park, Scunthorpe Spectateurs : 3 272 Arbitrage : Geoff Eltringham |

|                                                 | Sheffield United (2) | 1 - 1 4 - 5 t. a. b.                         | Hull City (2) |                                                                    |                                                                    |
|                                                 | Sharp 75e            | (0 - 1)                                      | Toral 18e     | Bramall Lane, Sheffield Spectateurs : 6 327 Arbitrage : Martin Coy | Bramall Lane, Sheffield Spectateurs : 6 327 Arbitrage : Martin Coy |
|                                                 | Rapport              |                                              |               | Bramall Lane, Sheffield Spectateurs : 6 327 Arbitrage : Martin Coy | Bramall Lane, Sheffield Spectateurs : 6 327 Arbitrage : Martin Coy |
| Norwood · Sharp · Woodburn · O'Connell · Basham | Tirs au but 4 - 5    | Toral · Keane · Grosicki · Fleming · Stewart |               | Bramall Lane, Sheffield Spectateurs : 6 327 Arbitrage : Martin Coy | Bramall Lane, Sheffield Spectateurs : 6 327 Arbitrage : Martin Coy |

|  | Shrewsbury Town (3) | 1 - 2   | Burton Albion (3)                |                                                                         |                                                                         |
|  | Whalley 27e         | (1 - 1) | Templeton 45e · Akins 64e (pen.) | New Meadow, Shrewsbury Spectateurs : 2 708 Arbitrage : Graham Salisbury | New Meadow, Shrewsbury Spectateurs : 2 708 Arbitrage : Graham Salisbury |
|  | Rapport             |         |                                  | New Meadow, Shrewsbury Spectateurs : 2 708 Arbitrage : Graham Salisbury | New Meadow, Shrewsbury Spectateurs : 2 708 Arbitrage : Graham Salisbury |

|  | Tranmere Rovers (4) | 1 - 3   | Walsall (3)                             |                                                                            |                                                                            |
|  | Cole 80e            | (0 - 1) | Ferrier 29e · Ginnelly 64e · Ismail 68e | Prenton Park, Birkenhead Spectateurs : 3 817 Arbitrage : Michael Salisbury | Prenton Park, Birkenhead Spectateurs : 3 817 Arbitrage : Michael Salisbury |
|  | Rapport             |         |                                         | Prenton Park, Birkenhead Spectateurs : 3 817 Arbitrage : Michael Salisbury | Prenton Park, Birkenhead Spectateurs : 3 817 Arbitrage : Michael Salisbury |

|  | Bristol City (2) | 0 - 1   | Plymouth Argyle (3) |                                                                    |                                                                    |
|  |                  | (0 - 1) | Songo'o 27e         | Ashton Gate, Bristol Spectateurs : 9 865 Arbitrage : Kevin Johnson | Ashton Gate, Bristol Spectateurs : 9 865 Arbitrage : Kevin Johnson |
|  | Rapport          |         |                     | Ashton Gate, Bristol Spectateurs : 9 865 Arbitrage : Kevin Johnson | Ashton Gate, Bristol Spectateurs : 9 865 Arbitrage : Kevin Johnson |

|  | Bristol Rovers (3)       | 2 - 1   | Crawley Town (4) |                                                                      |                                                                      |
|  | Bennett 32e · Clarke 84e | (1 - 0) | Connolly 88e     | Memorial Stadium, Bristol Spectateurs : 2 336 Arbitrage : Lee Swabey | Memorial Stadium, Bristol Spectateurs : 2 336 Arbitrage : Lee Swabey |
|  | Rapport                  |         |                  | Memorial Stadium, Bristol Spectateurs : 2 336 Arbitrage : Lee Swabey | Memorial Stadium, Bristol Spectateurs : 2 336 Arbitrage : Lee Swabey |

|  | Cambridge United (4) | 1 - 4   | Newport County (4)                     |                                                                        |                                                                        |
|  | Azeez 90e (pen.)     | (0 - 2) | Amond 18e 22e · Matt 49e · Semenyo 86e | Abbey Stadium, Cambridge Spectateurs : 1 618 Arbitrage : Andrew Davies | Abbey Stadium, Cambridge Spectateurs : 1 618 Arbitrage : Andrew Davies |
|  | Rapport              |         |                                        | Abbey Stadium, Cambridge Spectateurs : 1 618 Arbitrage : Andrew Davies | Abbey Stadium, Cambridge Spectateurs : 1 618 Arbitrage : Andrew Davies |

|                                                             | Cheltenham Town (4)           | 2 - 2 6 - 5 t. a. b.                                          | Colchester United (4)     |                                                                          |                                                                          |
|                                                             | Broom 1re · Thomas 71e (pen.) | (1 - 0)                                                       | Szmodics 79e · Norris 80e | Whaddon Road, Cheltenham Spectateurs : 1 179 Arbitrage : Chris Sarginson | Whaddon Road, Cheltenham Spectateurs : 1 179 Arbitrage : Chris Sarginson |
|                                                             | Rapport                       |                                                               |                           | Whaddon Road, Cheltenham Spectateurs : 1 179 Arbitrage : Chris Sarginson | Whaddon Road, Cheltenham Spectateurs : 1 179 Arbitrage : Chris Sarginson |
| Thomas · Tozer · Smith · Broom · Kalala · Mullins · Forster | Tirs au but 6 - 5             | Norris · Pell · Szmodics · Nouble · Kent · Dickenson · Senior |                           | Whaddon Road, Cheltenham Spectateurs : 1 179 Arbitrage : Chris Sarginson | Whaddon Road, Cheltenham Spectateurs : 1 179 Arbitrage : Chris Sarginson |

|                                                | Exeter City (4)   | 1 - 1 4 - 2 t. a. b.                   | Ipswich Town (2) |                                                                         |                                                                         |
|                                                | Brown 64e         | (0 - 1)                                | Jackson 37e      | Saint James Park, Exeter Spectateurs : 3 675 Arbitrage : Brett Huxtable | Saint James Park, Exeter Spectateurs : 3 675 Arbitrage : Brett Huxtable |
|                                                | Rapport           |                                        |                  | Saint James Park, Exeter Spectateurs : 3 675 Arbitrage : Brett Huxtable | Saint James Park, Exeter Spectateurs : 3 675 Arbitrage : Brett Huxtable |
| Taylor · Sweeney · Abrahams · Collins · Martin | Tirs au but 4 - 2 | Bishop · Chambers · Jackson · Chalobah |                  | Saint James Park, Exeter Spectateurs : 3 675 Arbitrage : Brett Huxtable | Saint James Park, Exeter Spectateurs : 3 675 Arbitrage : Brett Huxtable |

|                                           | Millwall (2)      | 0 - 0 3 - 1 t. a. b.              | Gillingham (3) |                                                                     |
|                                           |                   |                                   |                | The Den, Londres Spectateurs : 4 401 Arbitrage : Charles Brakespear |
|                                           | Rapport           |                                   |                |                                                                     |
| J. Wallace · Elliott · Webster · Ferguson | Tirs au but 3 - 1 | Byrne · O'Neill · Parker · Hanlan |                |                                                                     |

|  | Milton Keynes Dons (4)                         | 3 - 0   | Charlton Athletic (3) |                                                                      |                                                                      |
|  | Asonganyi 7e · Watson 16e · Cummings 71e (csc) | (2 - 0) |                       | Stadium mk, Milton Keynes Spectateurs : 3 052 Arbitrage : John Busby | Stadium mk, Milton Keynes Spectateurs : 3 052 Arbitrage : John Busby |
|  | [ Rapport]                                     |         |                       | Stadium mk, Milton Keynes Spectateurs : 3 052 Arbitrage : John Busby | Stadium mk, Milton Keynes Spectateurs : 3 052 Arbitrage : John Busby |

|  | Norwich City (2)                             | 3 - 1   | Stevenage (4) |                                                                   |                                                                   |
|  | Stiepermann 27e · Zimmermann 83e · Pukki 89e | (1 - 1) | Ball 40e      | Carrow Road, Norwich Spectateurs : 11 687 Arbitrage : Craig Hicks | Carrow Road, Norwich Spectateurs : 11 687 Arbitrage : Craig Hicks |
|  | Rapport                                      |         |               | Carrow Road, Norwich Spectateurs : 11 687 Arbitrage : Craig Hicks | Carrow Road, Norwich Spectateurs : 11 687 Arbitrage : Craig Hicks |

|  | Oxford United (3)      | 2 - 0   | Coventry City (3) |                                                                        |                                                                        |
|  | Browne 39e · Whyte 50e | (1 - 0) |                   | Kassam Stadium, Oxford Spectateurs : 3 550 Arbitrage : James Linington | Kassam Stadium, Oxford Spectateurs : 3 550 Arbitrage : James Linington |
|  | Rapport                |         |                   | Kassam Stadium, Oxford Spectateurs : 3 550 Arbitrage : James Linington | Kassam Stadium, Oxford Spectateurs : 3 550 Arbitrage : James Linington |

|  | Portsmouth (3) | 1 - 2   | AFC Wimbledon (3)             |                                                                      |                                                                      |
|  | Burgess 49e    | (0 - 0) | Pigott 76e · Walkes 88e (csc) | Fratton Park, Portsmouth Spectateurs : 6 588 Arbitrage : Ollie Yates | Fratton Park, Portsmouth Spectateurs : 6 588 Arbitrage : Ollie Yates |
|  | Rapport        |         |                               | Fratton Park, Portsmouth Spectateurs : 6 588 Arbitrage : Ollie Yates | Fratton Park, Portsmouth Spectateurs : 6 588 Arbitrage : Ollie Yates |

|  | Queens Park Rangers (2) | 2 - 0   | Peterborough United (3) |                                                                 |                                                                 |
|  | Freeman 3e · Wszołek 6e | (2 - 0) |                         | Loftus Road, Londres Spectateurs : 4 021 Arbitrage : Gavin Ward | Loftus Road, Londres Spectateurs : 4 021 Arbitrage : Gavin Ward |
|  | Rapport                 |         |                         | Loftus Road, Londres Spectateurs : 4 021 Arbitrage : Gavin Ward | Loftus Road, Londres Spectateurs : 4 021 Arbitrage : Gavin Ward |

|  | Reading (2)           | 2 - 0   | Birmingham City (2) |                                               |                                               |
|  | Méïté 11e · Swift 72e | (1 - 0) |                     | Madejski Stadium, Reading Spectateurs : 6 934 | Madejski Stadium, Reading Spectateurs : 6 934 |
|  | Rapport               |         |                     | Madejski Stadium, Reading Spectateurs : 6 934 | Madejski Stadium, Reading Spectateurs : 6 934 |

|  | Southend United (3)          | 2 - 4   | Brentford (2)                                         |                                                 |                                                 |
|  | Robinson 62e · McCoulsky 72e | (0 - 1) | Forss 42e · Jeanvier 64e · Benrahma 67e · Mokotjo 85e | Roots Hall, Southend-on-Sea Spectateurs : 3 055 | Roots Hall, Southend-on-Sea Spectateurs : 3 055 |
|  | Rapport                      |         |                                                       | Roots Hall, Southend-on-Sea Spectateurs : 3 055 | Roots Hall, Southend-on-Sea Spectateurs : 3 055 |

|  | Swindon Town (4) | 0 - 1   | Forest Green Rovers (4) |                                                |                                                |
|  |                  | (0 - 0) | Campbell 60e            | The County Ground, Swindon Spectateurs : 3 451 | The County Ground, Swindon Spectateurs : 3 451 |
|  | Rapport          |         |                         | The County Ground, Swindon Spectateurs : 3 451 | The County Ground, Swindon Spectateurs : 3 451 |

|  | West Bromwich Albion (2) | 1 - 0   | Luton Town (3) |                                                   |                                                   |
|  | Burke 62e                | (0 - 0) |                | The Hawthorns, West Bromwich Spectateurs : 10 404 | The Hawthorns, West Bromwich Spectateurs : 10 404 |
|  | Rapport                  |         |                | The Hawthorns, West Bromwich Spectateurs : 10 404 | The Hawthorns, West Bromwich Spectateurs : 10 404 |

|                                                                                   | Wycombe Wanderers (3) | 1 - 1 7 - 6 t. a. b.                                                     | Northampton Town (4) |                                              |                                              |
|                                                                                   | Williams 50e          | (0 - 0)                                                                  | Hoskins 82e          | Adams Park, High Wycombe Spectateurs : 1 999 | Adams Park, High Wycombe Spectateurs : 1 999 |
|                                                                                   | Rapport               |                                                                          |                      | Adams Park, High Wycombe Spectateurs : 1 999 | Adams Park, High Wycombe Spectateurs : 1 999 |
| Jacobson · Morris · McCarthy · Mackail-Smith · Kashket · Thompson · Gape · El-Abd | Tirs au but 7 - 6     | Bowditch · Hoskins · Waters · Foley · Taylor · Bridge · Facey · Turnbull |                      | Adams Park, High Wycombe Spectateurs : 1 999 | Adams Park, High Wycombe Spectateurs : 1 999 |

|  | Yeovil Town (4) | 0 - 1   | Aston Villa (2) |                                        |                                        |
|  |                 | (0 - 0) | Hourihane 77e   | Huish Park, Yeovil Spectateurs : 6 123 | Huish Park, Yeovil Spectateurs : 6 123 |
|  | Rapport         |         |                 | Huish Park, Yeovil Spectateurs : 6 123 | Huish Park, Yeovil Spectateurs : 6 123 |

| 16 août 2018 | Sunderland (3) | 0 - 2   | Sheffield Wednesday (2) |                                                   |                                                   |
|              |                | (0 - 1) | Matias 29e · Reach 79e  | Stadium of Light, Sunderland Spectateurs : 13 890 | Stadium of Light, Sunderland Spectateurs : 13 890 |
|              | Rapport        |         |                         | Stadium of Light, Sunderland Spectateurs : 13 890 | Stadium of Light, Sunderland Spectateurs : 13 890 |

### Deuxième tour
| 28 août 2018 | Leicester City (1)                                  | 4 - 0   | Fleetwood Town (3) |                                                                          |                                                                          |
|              | Fuchs 8e · Iborra 39e · Iheanacho 46e · Ghezzal 71e | (2 - 0) |                    | King Power Stadium, Leicester Spectateurs : 10 671 Arbitrage : Lee Mason | King Power Stadium, Leicester Spectateurs : 10 671 Arbitrage : Lee Mason |
|              | Rapport                                             |         |                    | King Power Stadium, Leicester Spectateurs : 10 671 Arbitrage : Lee Mason | King Power Stadium, Leicester Spectateurs : 10 671 Arbitrage : Lee Mason |

|  | Leeds United (2) | 0 - 2   | Preston North End (2)            |                                                                     |                                                                     |
|  |                  | (0 - 2) | Johnson 2e (pen.) · Barker 45+1e | Elland Road, Leeds Spectateurs : 18 652 Arbitrage : Tony Harrington | Elland Road, Leeds Spectateurs : 18 652 Arbitrage : Tony Harrington |
|  | Rapport          |         |                                  | Elland Road, Leeds Spectateurs : 18 652 Arbitrage : Tony Harrington | Elland Road, Leeds Spectateurs : 18 652 Arbitrage : Tony Harrington |

|  | Sheffield Wednesday (2) | 0 - 2   | Wolverhampton Wanderers (1)     |                                                                       |                                                                       |
|  |                         | (0 - 0) | Bonatini 53e · Costa 85e (pen.) | Hillsborough, Sheffield Spectateurs : 13 597 Arbitrage : Robert Jones | Hillsborough, Sheffield Spectateurs : 13 597 Arbitrage : Robert Jones |
|  | Rapport                 |         |                                 | Hillsborough, Sheffield Spectateurs : 13 597 Arbitrage : Robert Jones | Hillsborough, Sheffield Spectateurs : 13 597 Arbitrage : Robert Jones |

|  | Doncaster Rovers (3) | 1 - 2   | Blackpool (3)                  |                                                                               |                                                                               |
|  | May 23e              | (1 - 1) | Nottingham 38e · Pritchard 60e | Keepmoat Stadium, Doncaster Spectateurs : 3 188 Arbitrage : Anthony Backhouse | Keepmoat Stadium, Doncaster Spectateurs : 3 188 Arbitrage : Anthony Backhouse |
|  | Rapport              |         |                                | Keepmoat Stadium, Doncaster Spectateurs : 3 188 Arbitrage : Anthony Backhouse | Keepmoat Stadium, Doncaster Spectateurs : 3 188 Arbitrage : Anthony Backhouse |

|  | Burton Albion (3) | 1 - 0   | Aston Villa (2) |                                                                                |                                                                                |
|  | Boyce 52e         | (0 - 0) |                 | Pirelli Stadium, Burton upon Trent Spectateurs : 3 411 Arbitrage : Darren Bond | Pirelli Stadium, Burton upon Trent Spectateurs : 3 411 Arbitrage : Darren Bond |
|  | Rapport           |         |                 | Pirelli Stadium, Burton upon Trent Spectateurs : 3 411 Arbitrage : Darren Bond | Pirelli Stadium, Burton upon Trent Spectateurs : 3 411 Arbitrage : Darren Bond |

|  | Hull City (2) | 0 - 4   | Derby County (2)                                            |                                                                    |                                                                    |
|  |               | (0 - 2) | Waghorn 24e · Jozefzoon 39e · Fleming 73e (csc) · Mount 89e | KCOM Stadium, Hull Spectateurs : 4 666 Arbitrage : Oliver Langford | KCOM Stadium, Hull Spectateurs : 4 666 Arbitrage : Oliver Langford |
|  | Rapport       |         |                                                             | KCOM Stadium, Hull Spectateurs : 4 666 Arbitrage : Oliver Langford | KCOM Stadium, Hull Spectateurs : 4 666 Arbitrage : Oliver Langford |

|  | Middlesbrough (2)        | 2 - 1   | Rochdale (3) |                                                                             |                                                                             |
|  | Johnson 37e · Hugill 53e | (1 - 0) | Delaney 83e  | Riverside Stadium, Middlesbrough Spectateurs : 10 344 Arbitrage : Ben Toner | Riverside Stadium, Middlesbrough Spectateurs : 10 344 Arbitrage : Ben Toner |
|  | Rapport                  |         |              | Riverside Stadium, Middlesbrough Spectateurs : 10 344 Arbitrage : Ben Toner | Riverside Stadium, Middlesbrough Spectateurs : 10 344 Arbitrage : Ben Toner |

|  | Blackburn Rovers (2)                               | 4 - 1   | Lincoln City (4) |                                                                        |                                                                        |
|  | Nuttall 4e · Graham 49e · Downing 61e · Palmer 77e | (1 - 1) | Luque 28e        | Ewood Park, Blackburn Spectateurs : 5 211 Arbitrage : Geoff Eltringham | Ewood Park, Blackburn Spectateurs : 5 211 Arbitrage : Geoff Eltringham |
|  | Rapport                                            |         |                  | Ewood Park, Blackburn Spectateurs : 5 211 Arbitrage : Geoff Eltringham | Ewood Park, Blackburn Spectateurs : 5 211 Arbitrage : Geoff Eltringham |

|  | West Bromwich Albion (2) | 2 - 1   | Mansfield Town (4) |                                                                            |                                                                            |
|  | Leko 26e · Edwards 75e   | (1 - 0) | Bishop 69e         | The Hawthorns, West Bromwich Spectateurs : 13 046 Arbitrage : Steve Martin | The Hawthorns, West Bromwich Spectateurs : 13 046 Arbitrage : Steve Martin |
|  | Rapport                  |         |                    | The Hawthorns, West Bromwich Spectateurs : 13 046 Arbitrage : Steve Martin | The Hawthorns, West Bromwich Spectateurs : 13 046 Arbitrage : Steve Martin |

|                                 | Walsall (3)                        | 3 - 3 1 - 3 t. a. b.           | Macclesfield Town (4)                |                                                                         |                                                                         |
|                                 | Morris 33e · Cook 63e · Gordon 64e | (1 - 3)                        | Grimes 10e · Smith 25e · Marsh 90+1e | Bescot Stadium, Walsall Spectateurs : 2 352 Arbitrage : Darren Drysdale | Bescot Stadium, Walsall Spectateurs : 2 352 Arbitrage : Darren Drysdale |
|                                 | Rapport                            |                                |                                      | Bescot Stadium, Walsall Spectateurs : 2 352 Arbitrage : Darren Drysdale | Bescot Stadium, Walsall Spectateurs : 2 352 Arbitrage : Darren Drysdale |
| Cook · Leahy · Kouhyar · Morris | Tirs au but 1 - 3                  | Whitaker · Smith · Fitzpatrick |                                      | Bescot Stadium, Walsall Spectateurs : 2 352 Arbitrage : Darren Drysdale | Bescot Stadium, Walsall Spectateurs : 2 352 Arbitrage : Darren Drysdale |

|  | Stoke City (2)                    | 2 - 0   | Huddersfield Town (1) |                                                                             |                                                                             |
|  | Berahino 53e · Bacuna 90+7e (csc) | (0 - 0) |                       | Bet365 Stadium, Stoke-on-Trent Spectateurs : 7 290 Arbitrage : Peter Bankes | Bet365 Stadium, Stoke-on-Trent Spectateurs : 7 290 Arbitrage : Peter Bankes |
|  | Rapport                           |         |                       | Bet365 Stadium, Stoke-on-Trent Spectateurs : 7 290 Arbitrage : Peter Bankes | Bet365 Stadium, Stoke-on-Trent Spectateurs : 7 290 Arbitrage : Peter Bankes |

|  | Brighton & Hove Albion (1) | 0 - 1   | Southampton (1) |                                                                                              |                                                                                              |
|  |                            | (0 - 1) | Austin 88e      | American Express Community Stadium, Brighton Spectateurs : 13 651 Arbitrage : Andre Marriner | American Express Community Stadium, Brighton Spectateurs : 13 651 Arbitrage : Andre Marriner |
|  | Rapport                    |         |                 | American Express Community Stadium, Brighton Spectateurs : 13 651 Arbitrage : Andre Marriner | American Express Community Stadium, Brighton Spectateurs : 13 651 Arbitrage : Andre Marriner |

|  | Queens Park Rangers (2)                   | 3 - 1   | Bristol Rovers (3) |                                                                         |                                                                         |
|  | Osayi-Samuel 4e · Wszołek 18e · Smith 64e | (2 - 0) | Upson 87e          | Loftus Road, Londres Spectateurs : 5 007 Arbitrage : Charles Breakspear | Loftus Road, Londres Spectateurs : 5 007 Arbitrage : Charles Breakspear |
|  | Rapport                                   |         |                    | Loftus Road, Londres Spectateurs : 5 007 Arbitrage : Charles Breakspear | Loftus Road, Londres Spectateurs : 5 007 Arbitrage : Charles Breakspear |

|  | AFC Wimbledon (3) | 1 - 3   | West Ham United (1)                      |                                                                                  |                                                                                  |
|  | Pigott 2e         | (1 - 0) | Diop 63e · Ogbonna 83e · Hernández 90+2e | Cherry Red Records Stadium, Londres Spectateurs : 3 962 Arbitrage : Tim Robinson | Cherry Red Records Stadium, Londres Spectateurs : 3 962 Arbitrage : Tim Robinson |
|  | Rapport           |         |                                          | Cherry Red Records Stadium, Londres Spectateurs : 3 962 Arbitrage : Tim Robinson | Cherry Red Records Stadium, Londres Spectateurs : 3 962 Arbitrage : Tim Robinson |

|  | Fulham (1)    | 2 - 0   | Exeter City (4) |                                                                      |                                                                      |
|  | Kamara 4e 48e | (1 - 0) |                 | Craven Cottage, Londres Spectateurs : 9 333 Arbitrage : Kevin Friend | Craven Cottage, Londres Spectateurs : 9 333 Arbitrage : Kevin Friend |
|  | Rapport       |         |                 | Craven Cottage, Londres Spectateurs : 9 333 Arbitrage : Kevin Friend | Craven Cottage, Londres Spectateurs : 9 333 Arbitrage : Kevin Friend |

|                                                    | Wycombe Wanderers (3)     | 2 - 2 4 - 3 t. a. b.                     | Forest Green Rovers (4)    |                                                                         |                                                                         |
|                                                    | Kashket 55e · Stewart 74e | (0 - 0)                                  | Grubb 57e · Winchester 86e | Adams Park, High Wycombe Spectateurs : 1 934 Arbitrage : Antony Coggins | Adams Park, High Wycombe Spectateurs : 1 934 Arbitrage : Antony Coggins |
|                                                    | Rapport                   |                                          |                            | Adams Park, High Wycombe Spectateurs : 1 934 Arbitrage : Antony Coggins | Adams Park, High Wycombe Spectateurs : 1 934 Arbitrage : Antony Coggins |
| Jacobson · Freeman · McCarthy · Stewart · Saunders | Tirs au but 4 - 3         | Doidge · Gunning · Grubb · Brown · Digby |                            | Adams Park, High Wycombe Spectateurs : 1 934 Arbitrage : Antony Coggins | Adams Park, High Wycombe Spectateurs : 1 934 Arbitrage : Antony Coggins |

|  | Cardiff City (1) | 1 - 3   | Norwich City (2)            |                                                                             |                                                                             |
|  | Ecuele Manga 77e | (0 - 1) | Srbeny 26e 64e · Aarons 69e | Cardiff City Stadium, Cardiff Spectateurs : 6 953 Arbitrage : Andrew Madley | Cardiff City Stadium, Cardiff Spectateurs : 6 953 Arbitrage : Andrew Madley |
|  | Rapport          |         |                             | Cardiff City Stadium, Cardiff Spectateurs : 6 953 Arbitrage : Andrew Madley | Cardiff City Stadium, Cardiff Spectateurs : 6 953 Arbitrage : Andrew Madley |

|  | Brentford (2) | 1 - 0   | Cheltenham Town (4) |                                                                  |                                                                  |
|  | Jeanvier 40e  | (1 - 0) |                     | Griffin Park, Londres Spectateurs : 4 384 Arbitrage : Ross Joyce | Griffin Park, Londres Spectateurs : 4 384 Arbitrage : Ross Joyce |
|  | Rapport       |         |                     | Griffin Park, Londres Spectateurs : 4 384 Arbitrage : Ross Joyce | Griffin Park, Londres Spectateurs : 4 384 Arbitrage : Ross Joyce |

|  | Swansea City (2) | 0 - 1   | Crystal Palace (1) |                                                                      |                                                                      |
|  |                  | (0 - 0) | Sørloth 70e        | Liberty Stadium, Swansea Spectateurs : 9 122 Arbitrage : John Brooks | Liberty Stadium, Swansea Spectateurs : 9 122 Arbitrage : John Brooks |
|  | Rapport          |         |                    | Liberty Stadium, Swansea Spectateurs : 9 122 Arbitrage : John Brooks | Liberty Stadium, Swansea Spectateurs : 9 122 Arbitrage : John Brooks |

|  | Newport County (4) | 0 - 3   | Oxford United (3)                              |                                                                     |                                                                     |
|  |                    | (0 - 2) | Demetriou 2e (csc) · Baptiste 4e · Whyte 90+1e | Rodney Parade, Newport Spectateurs : 2 228 Arbitrage : Scott Duncan | Rodney Parade, Newport Spectateurs : 2 228 Arbitrage : Scott Duncan |
|  | Rapport            |         |                                                | Rodney Parade, Newport Spectateurs : 2 228 Arbitrage : Scott Duncan | Rodney Parade, Newport Spectateurs : 2 228 Arbitrage : Scott Duncan |

|  | Bournemouth (1)                      | 3 - 0   | Milton Keynes Dons (4) |                                                                               |                                                                               |
|  | Mousset 15e · Fraser 37e · Ibe 90+1e | (2 - 0) |                        | Vitality Stadium, Bournemouth Spectateurs : 9 747 Arbitrage : James Linington | Vitality Stadium, Bournemouth Spectateurs : 9 747 Arbitrage : James Linington |
|  | Rapport                              |         |                        | Vitality Stadium, Bournemouth Spectateurs : 9 747 Arbitrage : James Linington | Vitality Stadium, Bournemouth Spectateurs : 9 747 Arbitrage : James Linington |

| 28 août 2018 | Reading (2) | 0 - 2   | Watford (1)             |                                                                       |                                                                       |
|              |             | (0 - 1) | Success 37e · Quina 62e | Madejski Stadium, Reading Spectateurs : 9 265 Arbitrage : Andy Davies | Madejski Stadium, Reading Spectateurs : 9 265 Arbitrage : Andy Davies |
|              | Rapport     |         |                         | Madejski Stadium, Reading Spectateurs : 9 265 Arbitrage : Andy Davies | Madejski Stadium, Reading Spectateurs : 9 265 Arbitrage : Andy Davies |

|  | Everton (1)                            | 3 - 1   | Rotherham United (2) |                                                                        |                                                                        |
|  | Sigurðsson 28e · Calvert-Lewin 61e 87e | (1 - 0) | Vaulks 86e           | Goodison Park, Liverpool Spectateurs : 31 972 Arbitrage : Graham Scott | Goodison Park, Liverpool Spectateurs : 31 972 Arbitrage : Graham Scott |
|  | Rapport                                |         |                      | Goodison Park, Liverpool Spectateurs : 31 972 Arbitrage : Graham Scott | Goodison Park, Liverpool Spectateurs : 31 972 Arbitrage : Graham Scott |

|  | Millwall (2)                                    | 3 - 2   | Plymouth Argyle (3)   |                                                                 |                                                                 |
|  | Williams 64e (pen.) · Gregory 83e · O'Brien 89e | (0 - 1) | Ness 41e · Ladapo 67e | The Den, Londres Spectateurs : 3 645 Arbitrage : Darren England | The Den, Londres Spectateurs : 3 645 Arbitrage : Darren England |
|  | Rapport                                         |         |                       | The Den, Londres Spectateurs : 3 645 Arbitrage : Darren England | The Den, Londres Spectateurs : 3 645 Arbitrage : Darren England |

|  | Nottingham Forest (2)               | 3 - 1   | Newcastle United (1) |                                                                         |                                                                         |
|  | Murphy 2e · Cash 90+4e · Dias 90+7e | (1 - 0) | Rondón 90+2e         | City Ground, Nottingham Spectateurs : 13 942 Arbitrage : Jeremy Simpson | City Ground, Nottingham Spectateurs : 13 942 Arbitrage : Jeremy Simpson |
|  | Rapport                             |         |                      | City Ground, Nottingham Spectateurs : 13 942 Arbitrage : Jeremy Simpson | City Ground, Nottingham Spectateurs : 13 942 Arbitrage : Jeremy Simpson |

### Troisième tour
| 25 septembre 2018 | Blackpool (3)                    | 2 - 0   | Queens Park Rangers (2) |                                                                         |                                                                         |
|                   | Gnanduillet 28e · Spearing 90+1e | (1 - 0) |                         | Bloomfield Road, Blackpool Spectateurs : 1 910 Arbitrage : Tim Robinson | Bloomfield Road, Blackpool Spectateurs : 1 910 Arbitrage : Tim Robinson |
|                   | Rapport                          |         |                         | Bloomfield Road, Blackpool Spectateurs : 1 910 Arbitrage : Tim Robinson | Bloomfield Road, Blackpool Spectateurs : 1 910 Arbitrage : Tim Robinson |

|  | Bournemouth (1)                               | 3 - 2   | Blackburn Rovers (2)              |                                                                            |                                                                            |
|  | Stanislas 14e · Ibe 58e (pen.) · Wilson 90+5e | (1 - 0) | Conway 63e · Armstrong 72e (pen.) | Vitality Stadium, Bournemouth Spectateurs : 9 715 Arbitrage : Simon Hooper | Vitality Stadium, Bournemouth Spectateurs : 9 715 Arbitrage : Simon Hooper |
|  | Rapport                                       |         |                                   | Vitality Stadium, Bournemouth Spectateurs : 9 715 Arbitrage : Simon Hooper | Vitality Stadium, Bournemouth Spectateurs : 9 715 Arbitrage : Simon Hooper |

|  | Burton Albion (3)     | 2 - 1   | Burnley (1) |                                                                                 |                                                                                 |
|  | Boyce 62e · Allen 83e | (0 - 1) | Long 40e    | Pirelli Stadium, Burton upon Trent Spectateurs : 2 449 Arbitrage : Robert Jones | Pirelli Stadium, Burton upon Trent Spectateurs : 2 449 Arbitrage : Robert Jones |
|  | Rapport               |         |             | Pirelli Stadium, Burton upon Trent Spectateurs : 2 449 Arbitrage : Robert Jones | Pirelli Stadium, Burton upon Trent Spectateurs : 2 449 Arbitrage : Robert Jones |

|  | Millwall (2) | 1 - 3   | Fulham (1)                                |                                                              |                                                              |
|  | Elliott 61e  | (0 - 1) | Bryan 7e · De la Torre 52e · Christie 68e | The Den, Londres Spectateurs : 5 839 Arbitrage : Darren Bond | The Den, Londres Spectateurs : 5 839 Arbitrage : Darren Bond |
|  | Rapport      |         |                                           | The Den, Londres Spectateurs : 5 839 Arbitrage : Darren Bond | The Den, Londres Spectateurs : 5 839 Arbitrage : Darren Bond |

|  | Oxford United (3) | 0 - 3   | Manchester City (1)                          |                                                                    |                                                                    |
|  |                   | (0 - 1) | Gabriel Jesus 36e · Mahrez 78e · Foden 90+3e | Kassam Stadium, Oxford Spectateurs : 11 956 Arbitrage : Roger East | Kassam Stadium, Oxford Spectateurs : 11 956 Arbitrage : Roger East |
|  | Rapport           |         |                                              | Kassam Stadium, Oxford Spectateurs : 11 956 Arbitrage : Roger East | Kassam Stadium, Oxford Spectateurs : 11 956 Arbitrage : Roger East |

|                                             | Preston North End (2)         | 2 - 2 3 - 4 t. a. b.                      | Middlesbrough (2)            |                                                                   |                                                                   |
|                                             | Robinson 27e · Barkhuizen 66e | (1 - 1)                                   | Fletcher 34e · Tavernier 69e | Deepdale, Preston Spectateurs : 5 095 Arbitrage : Oliver Langford | Deepdale, Preston Spectateurs : 5 095 Arbitrage : Oliver Langford |
|                                             | Rapport                       |                                           |                              | Deepdale, Preston Spectateurs : 5 095 Arbitrage : Oliver Langford | Deepdale, Preston Spectateurs : 5 095 Arbitrage : Oliver Langford |
| Ledson · Robinson · Moult · Pearson · Burke | Tirs au but 3 - 4             | Leadbitter · Gestede · McNair · Tavernier |                              | Deepdale, Preston Spectateurs : 5 095 Arbitrage : Oliver Langford | Deepdale, Preston Spectateurs : 5 095 Arbitrage : Oliver Langford |

|                                     | Wolverhampton Wanderers (1) | 0 - 0 1 - 3 t. a. b.                             | Leicester City (1) |                                                                               |
|                                     |                             |                                                  |                    | Molineux Stadium, Wolverhampton Spectateurs : 21 562 Arbitrage : Paul Tierney |
|                                     | Rapport                     |                                                  |                    |                                                                               |
| Saïss · Jota · Ashley-Seal · Traoré | Tirs au but 1 - 3           | Fuchs · Ghezzal · Choudhury · Iborra · Iheanacho |                    |                                                                               |

|  | Wycombe Wanderers (3)                               | 3 - 4   | Norwich City (2)                 |                                                                         |                                                                         |
|  | Cowan-Hall 17e · Saunders 61e (pen.) · McCarthy 75e | (1 - 2) | Rhodes 12e 14e 51e · Trybull 41e | Adams Park, High Wycombe Spectateurs : 3 947 Arbitrage : Jeremy Simpson | Adams Park, High Wycombe Spectateurs : 3 947 Arbitrage : Jeremy Simpson |
|  | Rapport                                             |         |                                  | Adams Park, High Wycombe Spectateurs : 3 947 Arbitrage : Jeremy Simpson | Adams Park, High Wycombe Spectateurs : 3 947 Arbitrage : Jeremy Simpson |

|                                                                    | Manchester United (1)    | 2 - 2 7 - 8 t. a. b.                                                       | Derby County (2)          |                                                                          |                                                                          |
|                                                                    | Mata 3e · Fellaini 90+5e | (1 - 0)                                                                    | Wilson 59e · Marriott 85e | Old Trafford, Manchester Spectateurs : 55 227 Arbitrage : Stuart Attwell | Old Trafford, Manchester Spectateurs : 55 227 Arbitrage : Stuart Attwell |
|                                                                    | Rapport                  |                                                                            |                           | Old Trafford, Manchester Spectateurs : 55 227 Arbitrage : Stuart Attwell | Old Trafford, Manchester Spectateurs : 55 227 Arbitrage : Stuart Attwell |
| Lukaku · Young · Fellaini · Fred · Martial · Dalot · Matić · Jones | Tirs au but 7 - 8        | Mount · Jozefzoon · Wilson · Marriott · Johnson · Bryson · Forsyth · Keogh |                           | Old Trafford, Manchester Spectateurs : 55 227 Arbitrage : Stuart Attwell | Old Trafford, Manchester Spectateurs : 55 227 Arbitrage : Stuart Attwell |

|  | West Bromwich Albion (2) | 0 - 3   | Crystal Palace (1)                |                                                                            |                                                                            |
|  |                          | (0 - 1) | Townsend 6e 81e · Van Aanholt 76e | The Hawthorns, West Bromwich Spectateurs : 10 818 Arbitrage : Peter Bankes | The Hawthorns, West Bromwich Spectateurs : 10 818 Arbitrage : Peter Bankes |
|  | Rapport                  |         |                                   | The Hawthorns, West Bromwich Spectateurs : 10 818 Arbitrage : Peter Bankes | The Hawthorns, West Bromwich Spectateurs : 10 818 Arbitrage : Peter Bankes |

| 26 septembre 2018 | Arsenal (1)                      | 3 - 1   | Brentford (2) |                                                                      |                                                                      |
|                   | Welbeck 5e 37e · Lacazette 90+3e | (2 - 0) | Judge 58e     | Emirates Stadium, Londres Spectateurs : 49 586 Arbitrage : Mike Dean | Emirates Stadium, Londres Spectateurs : 49 586 Arbitrage : Mike Dean |
|                   | Rapport                          |         |               | Emirates Stadium, Londres Spectateurs : 49 586 Arbitrage : Mike Dean | Emirates Stadium, Londres Spectateurs : 49 586 Arbitrage : Mike Dean |

|  | Liverpool (1) | 1 - 2   | Chelsea (1)              |                                                                  |                                                                  |
|  | Sturridge 58e | (0 - 0) | Emerson 79e · Hazard 85e | Anfield, Liverpool Spectateurs : 45 503 Arbitrage : Kevin Friend | Anfield, Liverpool Spectateurs : 45 503 Arbitrage : Kevin Friend |
|  | Rapport       |         |                          | Anfield, Liverpool Spectateurs : 45 503 Arbitrage : Kevin Friend | Anfield, Liverpool Spectateurs : 45 503 Arbitrage : Kevin Friend |

|  | Nottingham Forest (2)                | 3 - 2   | Stoke City (2)           |                                                                         |                                                                         |
|  | Osborn 19e · Murphy 40e · Lolley 50e | (2 - 0) | Afobe 60e · Berahino 83e | City Ground, Nottingham Spectateurs : 12 915 Arbitrage : Darren England | City Ground, Nottingham Spectateurs : 12 915 Arbitrage : Darren England |
|  | Rapport                              |         |                          | City Ground, Nottingham Spectateurs : 12 915 Arbitrage : Darren England | City Ground, Nottingham Spectateurs : 12 915 Arbitrage : Darren England |

|  | West Ham United (1)                                                                           | 8 - 0   | Macclesfield Town (4) |                                                                        |                                                                        |
|  | Antonio 29e · Snodgrass 32e 60e · Pérez 39e · Fredericks 51e · Ogbonna 54e · Diangana 67e 82e | (3 - 0) |                       | Stade olympique, Londres Spectateurs : 24 833 Arbitrage : Craig Pawson | Stade olympique, Londres Spectateurs : 24 833 Arbitrage : Craig Pawson |
|  | Rapport                                                                                       |         |                       | Stade olympique, Londres Spectateurs : 24 833 Arbitrage : Craig Pawson | Stade olympique, Londres Spectateurs : 24 833 Arbitrage : Craig Pawson |

|                                | Tottenham Hotspur (1) | 2 - 2 4 - 2 t. a. b.              | Watford (1)              |                                                                      |                                                                      |
|                                | Alli 82e · Lamela 86e |                                   | Success 46e · Capoue 89e | Stadium mk, Milton Keynes Spectateurs : 23 650 Arbitrage : Lee Mason | Stadium mk, Milton Keynes Spectateurs : 23 650 Arbitrage : Lee Mason |
|                                | Rapport               |                                   |                          | Stadium mk, Milton Keynes Spectateurs : 23 650 Arbitrage : Lee Mason | Stadium mk, Milton Keynes Spectateurs : 23 650 Arbitrage : Lee Mason |
| Son · Lamela · Llorente · Alli | Tirs au but 4 - 2     | Success · Capoue · Hughes · Quina |                          | Stadium mk, Milton Keynes Spectateurs : 23 650 Arbitrage : Lee Mason | Stadium mk, Milton Keynes Spectateurs : 23 650 Arbitrage : Lee Mason |

| 2 octobre 2018                                 | Everton (1)       | 1 - 1 3 - 4 t. a. b.                       | Southampton (1) |                                                                          |                                                                          |
|                                                | Walcott 85e       |                                            | Ings 44e        | Goodison Park, Liverpool Spectateurs : 30 545 Arbitrage : Chris Kavanagh | Goodison Park, Liverpool Spectateurs : 30 545 Arbitrage : Chris Kavanagh |
|                                                | Rapport           |                                            |                 | Goodison Park, Liverpool Spectateurs : 30 545 Arbitrage : Chris Kavanagh | Goodison Park, Liverpool Spectateurs : 30 545 Arbitrage : Chris Kavanagh |
| Baines · Tosun · Richarlison · Zouma · Walcott | Tirs au but 3 - 4 | Ings · Davis · Højbjerg · Targett · Cédric |                 | Goodison Park, Liverpool Spectateurs : 30 545 Arbitrage : Chris Kavanagh | Goodison Park, Liverpool Spectateurs : 30 545 Arbitrage : Chris Kavanagh |

### Quatrième tour (1/8 de finale)
| 30 octobre 2018 | Bournemouth (1)          | 2 - 1   | Norwich City (2) |                                                                          |                                                                          |
|                 | Stanislas 39e · Cook 72e | (1 - 0) | Hernández 70e    | Vitality Stadium, Bournemouth Spectateurs : 10 331 Arbitrage : Lee Mason | Vitality Stadium, Bournemouth Spectateurs : 10 331 Arbitrage : Lee Mason |
|                 | Rapport                  |         |                  | Vitality Stadium, Bournemouth Spectateurs : 10 331 Arbitrage : Lee Mason | Vitality Stadium, Bournemouth Spectateurs : 10 331 Arbitrage : Lee Mason |

|  | Burton Albion (3)                          | 3 - 2   | Nottingham Forest (2)      |                                                                                |                                                                                |
|  | Janko 52e (csc) · Fraser 64e · Hesketh 82e | (0 - 0) | Grabban 70e · Appiah 90+1e | Pirelli Stadium, Burton upon Trent Spectateurs : 4 284 Arbitrage : John Brooks | Pirelli Stadium, Burton upon Trent Spectateurs : 4 284 Arbitrage : John Brooks |
|  | Rapport                                    |         |                            | Pirelli Stadium, Burton upon Trent Spectateurs : 4 284 Arbitrage : John Brooks | Pirelli Stadium, Burton upon Trent Spectateurs : 4 284 Arbitrage : John Brooks |

| 31 octobre 2018 | Arsenal (1)                       | 2 - 1   | Blackpool (3) |                                                                        |                                                                        |
|                 | Lichtsteiner 33e · Smith Rowe 50e | (1 - 0) | O'Connor 66e  | Emirates Stadium, Londres Spectateurs : 48 168 Arbitrage : David Coote | Emirates Stadium, Londres Spectateurs : 48 168 Arbitrage : David Coote |
|                 | Rapport                           |         |               | Emirates Stadium, Londres Spectateurs : 48 168 Arbitrage : David Coote | Emirates Stadium, Londres Spectateurs : 48 168 Arbitrage : David Coote |

|  | Chelsea (1)                                      | 3 - 2   | Derby County (2)          |                                                                         |                                                                         |
|  | Tomori 5e (csc) · Keogh 21e (csc) · Fàbregas 41e | (3 - 2) | Marriott 9e · Waghorn 27e | Stamford Bridge, Londres Spectateurs : 39 564 Arbitrage : Jonathan Moss | Stamford Bridge, Londres Spectateurs : 39 564 Arbitrage : Jonathan Moss |
|  | Rapport                                          |         |                           | Stamford Bridge, Londres Spectateurs : 39 564 Arbitrage : Jonathan Moss | Stamford Bridge, Londres Spectateurs : 39 564 Arbitrage : Jonathan Moss |

|  | West Ham United (1) | 1 - 3   | Tottenham Hotspur (1)      |                                                                          |                                                                          |
|  | Pérez 71e           | (0 - 1) | Son 16e 54e · Llorente 75e | Stade olympique, Londres Spectateurs : 50 270 Arbitrage : Stuart Attwell | Stade olympique, Londres Spectateurs : 50 270 Arbitrage : Stuart Attwell |
|  | Rapport             |         |                            | Stade olympique, Londres Spectateurs : 50 270 Arbitrage : Stuart Attwell | Stade olympique, Londres Spectateurs : 50 270 Arbitrage : Stuart Attwell |

|  | Middlesbrough (2) | 1 - 0   | Crystal Palace (1) |                                                                                |                                                                                |
|  | Wing 45+3e        | (1 - 0) |                    | Riverside Stadium, Middlesbrough Spectateurs : 11 850 Arbitrage : Paul Tierney | Riverside Stadium, Middlesbrough Spectateurs : 11 850 Arbitrage : Paul Tierney |
|  | Rapport           |         |                    | Riverside Stadium, Middlesbrough Spectateurs : 11 850 Arbitrage : Paul Tierney | Riverside Stadium, Middlesbrough Spectateurs : 11 850 Arbitrage : Paul Tierney |

| 1er novembre 2018 | Manchester City (1) | 2 - 0   | Fulham (1) |                                                                             |                                                                             |
|                   | Díaz 18e 65e        | (1 - 0) |            | Etihad Stadium, Manchester Spectateurs : 35 271 Arbitrage : Martin Atkinson | Etihad Stadium, Manchester Spectateurs : 35 271 Arbitrage : Martin Atkinson |
|                   | Rapport             |         |            | Etihad Stadium, Manchester Spectateurs : 35 271 Arbitrage : Martin Atkinson | Etihad Stadium, Manchester Spectateurs : 35 271 Arbitrage : Martin Atkinson |

| 27 novembre 2018                                    | Leicester City (1) | 0 - 0 6 - 5 t. a. b.                                           | Southampton (1) |                                                                           |
|                                                     |                    |                                                                |                 | King Power Stadium, Leicester Spectateurs : 22 150 Arbitrage : Roger East |
|                                                     | Rapport            |                                                                |                 |                                                                           |
| Fuchs · Albrighton · Söyüncü · Gray · Vardy · Mendy | Tirs au but 6 - 5  | Davis · Højbjerg · Redmond · Vestergaard · Cédric · Gabbiadini |                 |                                                                           |

### Cinquième tour (1/4 de finale)
| 18 décembre 2018  | Middlesbrough (2) | 0 - 1   | Burton Albion (3) |                                                                                  |                                                                                  |
| 19:45 (UTC±00:00) |                   | (0 - 0) | Hesketh 48e       | Riverside Stadium, Middlesbrough Spectateurs : 17 342 Arbitrage : Michael Oliver | Riverside Stadium, Middlesbrough Spectateurs : 17 342 Arbitrage : Michael Oliver |
| 19:45 (UTC±00:00) | Rapport           |         |                   | Riverside Stadium, Middlesbrough Spectateurs : 17 342 Arbitrage : Michael Oliver | Riverside Stadium, Middlesbrough Spectateurs : 17 342 Arbitrage : Michael Oliver |

|                   | Leicester City (1)                   | 1 - 1 1 - 3 t. a. b. | Manchester City (1)                     |                                                                          |                                                                          |
| 19:45 (UTC±00:00) | Albrighton 73e                       | (0 - 1)              | De Bruyne 14e                           | King Power Stadium, Leicester Spectateurs : 24 644 Arbitrage : Lee Mason | King Power Stadium, Leicester Spectateurs : 24 644 Arbitrage : Lee Mason |
| 19:45 (UTC±00:00) | Rapport                              |                      |                                         | King Power Stadium, Leicester Spectateurs : 24 644 Arbitrage : Lee Mason | King Power Stadium, Leicester Spectateurs : 24 644 Arbitrage : Lee Mason |
| 19:45 (UTC±00:00) | Maguire · Fuchs · Maddison · Söyüncü | Tirs au but 1 - 3    | Gündoğan · Sterling · Jesus · Zinchenko | King Power Stadium, Leicester Spectateurs : 24 644 Arbitrage : Lee Mason | King Power Stadium, Leicester Spectateurs : 24 644 Arbitrage : Lee Mason |

| 19 décembre 2018  | Arsenal (1) | 0 - 2   | Tottenham Hotspur (1) |                                                                          |                                                                          |
| 19:45 (UTC±00:00) |             | (0 - 1) | Son 20e · Alli 59e    | Emirates Stadium, Londres Spectateurs : 59 016 Arbitrage : Jonathan Moss | Emirates Stadium, Londres Spectateurs : 59 016 Arbitrage : Jonathan Moss |
| 19:45 (UTC±00:00) | Rapport     |         |                       | Emirates Stadium, Londres Spectateurs : 59 016 Arbitrage : Jonathan Moss | Emirates Stadium, Londres Spectateurs : 59 016 Arbitrage : Jonathan Moss |

|                   | Chelsea (1) | 1 - 0   | Bournemouth (1) |                                                                          |                                                                          |
| 19:45 (UTC±00:00) | Hazard 84e  | (0 - 0) |                 | Stamford Bridge, Londres Spectateurs : 40 432 Arbitrage : Anthony Taylor | Stamford Bridge, Londres Spectateurs : 40 432 Arbitrage : Anthony Taylor |
| 19:45 (UTC±00:00) | Rapport     |         |                 | Stamford Bridge, Londres Spectateurs : 40 432 Arbitrage : Anthony Taylor | Stamford Bridge, Londres Spectateurs : 40 432 Arbitrage : Anthony Taylor |

### Demi-finales

#### Aller
| 8 janvier 2019    | Tottenham Hotspur (1) | 1 - 0   | Chelsea (1) |                                                                           |                                                                           |
| 20:00 (UTC±00:00) | Kane 27e (pen.)       | (1 - 0) |             | Stade de Wembley, Londres Spectateurs : 44 371 Arbitrage : Michael Oliver | Stade de Wembley, Londres Spectateurs : 44 371 Arbitrage : Michael Oliver |
| 20:00 (UTC±00:00) | Rapport               |         |             | Stade de Wembley, Londres Spectateurs : 44 371 Arbitrage : Michael Oliver | Stade de Wembley, Londres Spectateurs : 44 371 Arbitrage : Michael Oliver |

| 9 janvier 2019    | Manchester City (1)                                                                        | 9 - 0   | Burton Albion (3) |                                                                       |                                                                       |
| 19:45 (UTC±00:00) | De Bruyne 5e · Jesus 30e 34e 57e 65e · Zinchenko 37e · Foden 62e · Walker 70e · Mahrez 83e | (4 - 0) |                   | Etihad Stadium, Manchester Spectateurs : 32 089 Arbitrage : Mike Dean | Etihad Stadium, Manchester Spectateurs : 32 089 Arbitrage : Mike Dean |
| 19:45 (UTC±00:00) | Rapport                                                                                    |         |                   | Etihad Stadium, Manchester Spectateurs : 32 089 Arbitrage : Mike Dean | Etihad Stadium, Manchester Spectateurs : 32 089 Arbitrage : Mike Dean |

#### Retour
| 23 janvier 2019 | Burton Albion (3) | 0 - 1   | Manchester City (1) |                                                                                 |                                                                                 |
|                 |                   | (0 - 1) | Agüero 26e          | Pirelli Stadium, Burton upon Trent Spectateurs : 6 519 Arbitrage : Kevin Friend | Pirelli Stadium, Burton upon Trent Spectateurs : 6 519 Arbitrage : Kevin Friend |
|                 | Rapport           |         |                     | Pirelli Stadium, Burton upon Trent Spectateurs : 6 519 Arbitrage : Kevin Friend | Pirelli Stadium, Burton upon Trent Spectateurs : 6 519 Arbitrage : Kevin Friend |

| 24 janvier 2019                         | Chelsea (1)            | 2 - 1 4 - 2 t. a. b.            | Tottenham Hotspur (1) |                                                                           |                                                                           |
|                                         | Kanté 27e · Hazard 38e | (2 - 0)                         | Llorente 50e          | Stamford Bridge, Londres Spectateurs : 38 610 Arbitrage : Martin Atkinson | Stamford Bridge, Londres Spectateurs : 38 610 Arbitrage : Martin Atkinson |
|                                         | Rapport                |                                 |                       | Stamford Bridge, Londres Spectateurs : 38 610 Arbitrage : Martin Atkinson | Stamford Bridge, Londres Spectateurs : 38 610 Arbitrage : Martin Atkinson |
| Willian · Azpilicueta · Jorginho · Luiz | Tirs au but 4 - 2      | Eriksen · Lamela · Dier · Lucas |                       | Stamford Bridge, Londres Spectateurs : 38 610 Arbitrage : Martin Atkinson | Stamford Bridge, Londres Spectateurs : 38 610 Arbitrage : Martin Atkinson |

### Finale
| 24 février 2019                                  | Chelsea (1)       | 0 - 0 3 - 4 t. a. b.                           | Manchester City (1) |                                                                          |
|                                                  |                   |                                                |                     | Stade de Wembley, Londres Spectateurs : 81 775 Arbitrage : Jonathan Moss |
|                                                  | Rapport           |                                                |                     |                                                                          |
| Jorginho · Azpilicueta · Emerson · Luiz · Hazard | Tirs au but 3 - 4 | Gündoğan · Agüero · Sané · B. Silva · Sterling |                     |                                                                          |